# Длоуги, Михал
Михал Длоуги (чеш. Michal Dlouhý, 29 сентября 1968 года, Прага, Чехословакия) — чешский актёр, брат актёра Владимира Длоуги.

## Актёрская карьера
В детстве снимался в фильмах чешского режиссёра Карела Кахини, в частности, в фильме Любовь между каплями дождя (1979).
После окончания в 1989 году Пражской консерватории до 2001 года не состоял ни в одной театральной труппе, с 2001 года 8 лет работал в пражском Драматическом клубе, затем в Швандовом театре на Смихове. На протяжении всей своей профессиональной карьеры выступал на сценах пражских театров (Национальный театр, «Театр На Перилах», Городской пражский театр, Театр «Калих»), несколько лет участвовал в Летних шекспировских торжествах в Пражском замке (1998 — «Макбет», 2000 — Укрощение строптивой, 2006 — Отелло).
Михал Длоуги считается одним из успешных и популярных актёров кино и телевидения, известным актёром дубляжа: он дублировал Брэда Питта, Киану Ривза или Бена Аффлека.
В 2007 году Михал Длоуги участвовал во втором эпизоде танцевального конкурса «Старданс… когда звёзды танцуют», где выступал в паре с танцовщицей Михаэлой Гатековой. В этот же период в первый раз стал отцом: у них с женой Зузаной родилась дочь Аничка. В 2010 году, на следующий день после смерти брата Владимира Длоуги, у них родилась вторая дочь Каролинка.
Михал Длоуги снялся более, чем в 50 телепостановках и в более чем 20 телесериалах. 

## Театральные роли (выборочно)
- 1997 год — Уильям Шекспир Укрощение строптивой, Кристофер Слы, Драматический клуб, режиссёр Михал Ланг

## Фильмография
- 1976 — «Лето с ковбоем» — Ладя
- 1979 — «Любовь между каплями дождя» — Кайда
- 1980 — «Сахарный сарай» — Ондра
- 1981 — «Как зайцы» — Михал Соучек
- 1983 — «Странствования Яна Амоса» — молодой Коменский
- 1985 — «Тысячелетняя пчела» — Кароль
- 1985 — «Экстренный вызов» — Павел
- 1990 — «Дикий кабан» — Дворжак
- 1990 — «Экзаменационная сессия» — Бицепс
- 1992 — «Чёрные бароны» — капрал Фишер, тренер команды
- 1994 — «В гербу львицы» — певец
- 1995 — «Как пахнет смерть» — доктор Бренер
- 1996 — «В небо» — отец
- 2003 — «Это останется между нами» — Михал
- 2005 — «Sametoví убийц» — Карел Hrubeš
- 2009 — «Т.М.А.» — Виктор
- 2010 — «Kajínek» — Лейчко
- 2010 — «Hranaři» — Малый
- 2013 — «Кандидат» — Язва

### Внешние ссылки
- Michal Dlouhý (англ.) на сайте Internet Movie Database
- Список работ в каталоге актёров Чешской республики, где упоминается и Михал Длоуги (актёр)
- Михал Длоуги в архиве Национального театра
- Михал Длоуги в Чешско-словацкой базе данных кино
- Михал Длоуги в базе данных кино
- Михал Длоуги на Kinobox.cz
- Михал Длоуги на Dabingforum.cz